# 齐基姆袭击
齐基姆戰役（希伯來語：‎，阿拉伯语：‎），是2023年以色列—哈馬斯戰爭的戰役之一。從2023年10月7日開始，哈馬斯對以色列南部發動大規模襲擊。這場戰役發生在以色列的齐基姆地區，該地區包含有一個基布茲和巴哈德4號軍事基地。

## 襲擊
格林尼治標準時間2023年10月7日早上04:40，哈馬斯從加沙派出多艘船隻前往齐基姆海灘。來自阿什杜德海軍基地的第916巡邏中隊在前往那裡的途中摧毀2艘橡皮艇和另外2艘船，但其餘船隻均登陸在齐基姆海灘上。大約在哈馬斯武裝份子登陸的同時，巴哈德4號軍事基地以南約1.5公里處的加沙—以色列隔離牆也出現了突破口。
哈馬斯武裝份子襲擊以色列國防軍新兵訓練基地巴哈德4號。訓練基地的大多數士兵只在以色列國防軍待了4個星期。基地裏的退伍軍人與武裝分子作戰，而經驗不足的新兵則躲藏起來，激烈的戰鬥持續幾個小時。07:00，以色列國防軍發表聲明稱巴哈德4號已失陷並失去控制。哈馬斯武裝分子向基布茲挺進，但被武裝平民擊退，其中一些是休班警察。10月7日之後，基布茲內部的戰鬥仍在持續。
10月8日上午，第916巡邏中隊在齐基姆海灘擊斃5名哈馬斯武裝分子。10月10日，霍夫阿什凱隆地區委員會表示，以色列軍隊正在跨以色列管道交匯處附近與哈馬斯武裝分子作戰。10月11日，以色列國防軍聲稱在齐基姆擊斃了8名哈馬斯武裝分子。
10月13日，一起疑似安全事件迫使齐基姆居民在家中。以色列國家新聞後來報導說，一名武裝分子在海灘上被以色列國防軍殺害。
10月16日，戰爭研究所援引的報告指出，來自加沙地帶的兩名武裝分子潛入齐基姆以西的海岸線，隨後被以色列國防軍的一架直升飛機擊斃。
10月24日，以色列國防軍與另一夥試圖從海上進入以色列的哈馬斯武裝分子交戰後，以色列當局向齐基姆發出了滲透警告。以色列軍方指出，它仍在監視該地區是否有可能逃脫最初交戰的武裝分子。